# Трофей Английской футбольной лиги
Трофей Английской футбольной лиги  (англ. EFL Trophy), официальное спонсорское название — Трофей Bristol Street Motors (англ. Bristol Street Motors Trophy) — ежегодное соревнование, участниками которого являются 48 клубов из Лиги 1 и Лиги 2,  начиная с сезона 2016/17 — ещё и 16 молодёжных команд (до 21 года) клубов из Премьер-лиги и Чемпионшипа. Является третьим по значимости кубковым турниром в Англии после Кубка Англии и Кубка Английской футбольной лиги.
Первые матчи турнира проводятся в августе, после чего турнир проходит параллельно в 16 региональных группах, каждая из которых состоит из четырёх команд. Из групп выходят по две лучшие команды, после чего начинается стадия плей-офф, которая завершается финалом на стадионе «Уэмбли».
Первый розыгрыш состоялся в сезоне 1983/84 под наименованием Кубок членов футбольной ассоциации Англии (англ. Associate Members' Cup), с 1992 года турнир носит нынешнее название.

## Форматы турнира

### Групповой кубок Футбольной лиги

#### 1981—1983
32 приглашенных команды из четырёх уровней Футбольной лиги были разделены на восемь региональных групп по четыре команды в каждой, где каждая команда сыграла три матча. Восемь победителей групп квалифицировались в четвертьфинал, а игры в этой стадии были сыграны в один круг, с возможным дополнительным временем и пенальти. Финал проходил на домашнем поле одной из двух команд.

### Кубок членов Футбольной ассоциации

#### 1983—1985
48 клубов Третьего и Четвёртого дивизионов были разделены на северную и южную группу по 24 команды в каждой. В первом раунде каждая группа имела 12 матчей по схеме «на выбывание», а во втором раунде оставалось по 6 команд. В каждой группе — по две команды, проигравшие во втором раунде с наименьшей разницей в счете сохраняли за собой место в трунире и присоединились к шести другим клубам в региональных четвертьфиналах.

#### 1985—1992
Начиная с сезона 1985/86 были введены 8 групп по 3 команды в каждой, состоящие из двух секций. Команды играли по одному матчу дома и на выезде, и победители групп проходили в региональные этапы на выбывание. В следующем сезоне регламент был изменён: из каждой группы выходило по две команды, из-за чего появился дополнительный раунд (1/8 финала) в каждой секции.

### Трофей футбольной лиги

#### 1992—1996
На протяжении нескольких сезонов в начале и середине 1990-х годов соревнование проводилось с семью группами по три команды. Две команды в каждой секции получали пропуск в этапы на выбывание. Это было прямой причиной ликвидации клубов «Олдершот» и «Мейдстон Юнайтед», что потребовало реорганизации турнира, чтобы уместить в нём меньше 48 команд.

#### 1996—2000
Групповой этап был отменен в сезоне 1996/97. Региональные секции были сохранены, по 8 команд в каждой секции вышли во второй тур.

#### 2000—2006
На сезон 2000/01 было приглашено 8 команд из пятого уровня (1-й уровень) футбольной пирамиды для участия в турнире, что привело к 12 матчам в каждой из секций (северной и южной) в первом раунде, при этом только по 4 команды в каждой секции получили право на выход во второй раунд. Количество приглашенных команд увеличилось до 12 с сезона 2002-03, что привело к 14 матчам в первом раунде, и по 2 команды из каждой региональной секции получили право на выход во второй раунд.
Команды, приглашенные на участие в турнире по годам, следующие:
- 2000/01: Честер Сити, Донкастер Роверс, Дувр Атлетик, Херефорд Юнайтед, Моркам, Рашден энд Даймондс, Скарборо, Йовил Таун;
- 2001/02: Барнет, Дагенем энд Редбридж, Донкастер Роверс, Ли, Скарборо, Саутпорт, Стивенидж Боро, Йовил Таун;
- 2002/03: Честер Сити, Дагенгем энд Редбридж, Донкастер Роверс, Галифакс Таун, Херефорд Юнайтед, Ли, Моркам, Скарборо, Саутпорт, Стивенидж Боро, Уокинг, Йовил Таун;
- 2003/04: Барнет, Честер Сити, Дагенем энд Редбридж, Эксетер Сити, Форест Грин Роверс, Галифакс Таун, Херефорд Юнайтед, Моркам, Скарборо, Шрусбери Таун, Стивенидж Боро, Телфорд Юнайтед;
- 2004/05: Аккрингтон Стэнли, Олдершот Таун, Барнет, Карлайл Юнайтед, Дагенем энд Редбридж, Эксетер Сити, Херефорд Юнайтед, Моркам, Скарборо, Стивенидж Боро, Уокинг, Йорк Сити;
- 2005/06: Аккрингтон Стэнли, Олдершот Таун, Кембридж Юнайтед, Кроли Таун, Дагенем энд Редбридж, Эксетер Сити, Галифакс Таун, Херефорд Юнайтед, Киддерминстер Харриерс, Моркам, Стивенидж Боро, Уокинг.

#### 2006—2016
С сезона 2006/07 приглашения были отменены. Это привело к тому, что турнир вернулся к 8 командам в каждом региональном разделе первого раунда и 8 командам, получившим выход во второй раунд.

## Текущий формат соревнования
В соревновании принимают участие 48 клубов из Лиги 1 и Лиги 2 (третий и четвёртый дивизионы в системе футбольных лиг Англии), а начиная с сезона 2016/17 — ещё и 16 молодёжных команд (до 21 года) клубов из Премьер-лиги и Чемпионшипа. Трофей Английской футбольной лиги является третьим по значимости кубковым турниром в Англии после Кубка Англии и Кубка Английской футбольной лиги.
Существующий на данный момент формат соревнований предполагает групповой этап и стадию плей-офф. В групповом этапе все команды разбиваются на 16 региональных групп по 4 команды в каждой. Две лучшие команды из каждой группы выходят в стадию плей-офф.
В рамках группового этапа в случае ничейного исхода дополнительное время не назначается, команды сразу приступают к пробитию послематчевых пенальти. За победу в серии пенальти команда получает два очка, за поражение — одно очко.
Ниже приведен список молодёжных команд, которые участвовали в турнире:
- Текущие (2021/22): Арсенал (с сезона 2018/19), Астон Вилла (с сезона 2019/20), Брайтон энд Хоув Альбион, Челси, Кристал Пэлас (с сезона 2021/22), Эвертон (с сезона 2016/17 по 2019/20 и с сезона 2021/22), Лидс Юнайтед (с сезона 2021/22), Лестер Сити, Ливерпуль (с сезона 2019/20), Манчестер Сити (с сезона 2017/18), Манчестер Юнайтед (с сезона 2019/20), Ньюкасл Юнайтед (с сезона 2017/18), Саутгемптон, Тоттенхэм Хотспур (с сезона 2017/18 по 2019/20 и с сезона 2021/22), Вест Хэм Юнайтед, Вулверхэмптон Уондерерс (2016/17 годы и с сезона 2018/19);
- Бывшие: Блэкберн Роверс (2016/17), Дерби Каунти (2016/17), Фулхэм (с 2017/18 по 2020/21), Норвич Сити (2016/17, с 2019/20 по 2020/21), Мидлсбро (с 2016/17 по 2018/19), Рединг (2016/17 и 2017/18), Сток Сити (с 2016/17 по 2018/19), Сандерленд (2016/17 и 2017/18), Суонси Сити (с 2016/17 по 2018/19), Вест Бромвич Альбион (с 2016/17 по 2018/19 и 2020/21).

## Спонсоры
Название менялось соответственно генеральному спонсору турнира.
- (1983—1984) Associate Members Cup (без спонсора) — Кубок ассоциированных членов — находился ниже Кубка полноправных членов;
- (1984—1987) Freight Rover Trophy;
- (1987—1989) Sherpa Vans Trophy;
- (1989—1991) Leyland DAF Cup;
- (1991—1994) Autoglass Trophy;
- (1994—2000) Auto Windscreens Shield;
- (2000—2006) LDV Vans Trophy;
- (2006—2016) Johnstone’s Paint Trophy;
- (2016—2019) Checkatrade Trophy;;
- (2019—2020) Leasing.com Trophy;
- (2020—2023) Papa John’s Trophy;
- (2023—н. в.) Bristol Street Motors Trophy.

## Победители турнира
| - 1983/84: Борнмут - 1984/85: Уиган Атлетик - 1985/86: Бристоль Сити - 1986/87: Мансфилд Таун - 1987/88: Вулверхэмптон Уондерерс - 1988/89: Болтон Уондерерс - 1989/90: Транмир Роверс - 1990/91: Бирмингем Сити - 1991/92: Сток Сити - 1992/93: Порт Вейл - 1993/94: Суонси Сити - 1994/95: Бирмингем Сити - 1995/96: Ротерем Юнайтед | - 1996/97: Карлайл Юнайтед - 1997/98: Гримсби Таун - 1998/99: Уиган Атлетик - 1999/00: Сток Сити - 2000/01: Порт Вейл - 2001/02: Блэкпул - 2002/03: Бристоль Сити - 2003/04: Блэкпул - 2004/05: Рексем - 2005/06: Суонси Сити - 2006/07: Донкастер Роверс - 2007/08: Милтон-Кинс Донс - 2008/09: Лутон Таун | - 2009/10: Саутгемптон - 2010/11: Карлайл Юнайтед - 2011/12: Честерфилд - 2012/13: Кру Александра - 2013/14: Питерборо Юнайтед - 2014/15: Бристоль Сити - 2015/16: Барнсли - 2016/17: Ковентри Сити - 2017/18: Линкольн Сити - 2018/19: Портсмут - 2019/20: Солфорд Сити - 2020/21: Сандерленд - 2021/22: Ротерем Юнайтед (2) - 2022/23: Болтон Уондерерс (2) - 2023/24: Питерборо Юнайтед (2) |

## Рекорды

#### Посещаемость
Общий рекорд посещаемости финала турнира составляет 85 021 зрителя и был установлен на новом стадионе Уэмбли в 2019 году матчем между Портсмутом и Сандерлендом. Рекорд посещаемости финала на старом стадионе Уэмбли составляет 80 841 зрителя и была установлена в финале 1988 года между командами Вулверхэмптон Уондерерс и Бернли. Рекорд посещаемости финала на стадионе Миллениум в Кардиффе составляет 59 024 зрителя и был установлен в финале 2007 года между командами Бристоль Роверс и Донкастер Роверс. Финалы 2020 и 2021 годов были проведены без зрителей, но клубы собрали средства на благотворительность, продавая виртуальные билеты болельщикам.
| Рекорд посещаемости на финальном матче | Рекорд посещаемости на финальном матче | Рекорд посещаемости на финальном матче | Рекорд посещаемости на финальном матче | Рекорд посещаемости на финальном матче | Рекорд посещаемости на финальном матче |
| Стадион                                | Кол-во болельщиков                     | Год                                    | Победитель                             | Финалист                               | Результат                              |
| -------------------------------------- | -------------------------------------- | -------------------------------------- | -------------------------------------- | -------------------------------------- | -------------------------------------- |
| Уэмбли (новый)                         | 85 021                                 | 2019                                   | Портсмут                               | Сандерленд                             | 2:2 (5:4 пенальти)                     |
| Уэмбли (старый)                        | 80 841                                 | 1988                                   | Вулверхэмптон Уондерерс                | Бернли                                 | 2:0                                    |
| Миллениум                              | 59 024                                 | 2007                                   | Донкастер Роверс                       | Бристоль Роверс                        | 3:2 (доп. время)                       |

Наивысшая посещаемость на любом матче, кроме финала, была зафиксирована 5 февраля 2013 года во время Северного регионального финала, когда команда Ковентри Сити проиграла Крю Александре со счетом 3-0 на стадионе «Рико Арена» в Ковентри (позже они выиграли в гостях со счетом 2:0, но проиграли в сумме со счетом 3:2), на трибунах присутствовали 31 054 зрителей.
Самая низкая посещаемость в истории турнира была зафиксирована во время сезона 2018-19, когда всего 202 зрителя смотрели за победой молодёжной команды Мидлсбро со счетом 1:0 против Бертон Альбиона в ноябре 2018 года на стадионе Пирелли в Бертоне. Низкую посещаемость можно объяснить широкомасштабным бойкотом турнира фанатами клубов третьего и четвёртого дивизионов из-за изменений в формате турнира, внесенных в сезоне 2016/17. В соревнование были введены «команды категории А» академий, также известные фанатами как «B-команды», топовых клубов английской Премьер-лиги и Чемпионшипа, что вызвало недовольство среди болельщиков команд нижних дивизионов.

## Примечание
1. ↑  История Футбольной лиги. Дата обращения: 18 сентября 2010. Архивировано 10 октября 2011 года.
2. ↑  English Football League Trophy 1981-1982 First Round Group 1 - statto.com. web.archive.org (25 декабря 2013). Дата обращения: 9 апреля 2023. Архивировано из оригинала 25 декабря 2013 года.
3. ↑  English Freight Rover Trophy 1985-1986 Northern First Round Group 1 - statto.com. web.archive.org (24 октября 2014). Дата обращения: 9 апреля 2023. Архивировано из оригинала 24 октября 2014 года.
4. ↑  English Freight Rover Trophy 1986-1987 Southern First Round - statto.com. web.archive.org (24 октября 2014). Дата обращения: 9 апреля 2023. Архивировано из оригинала 24 октября 2014 года.
5. ↑  English LDV Vans Trophy 2004-2005 Southern First Round - statto.com. web.archive.org (6 января 2010). Дата обращения: 9 апреля 2023. Архивировано из оригинала 6 января 2010 года.
6. ↑  English LDV Vans Trophy 2002-2003 Northern First Round - statto.com. web.archive.org (24 октября 2014). Дата обращения: 9 апреля 2023. Архивировано из оригинала 24 октября 2014 года.
7. ↑  Wolves - A trip down Wembley lane (англ.). www.expressandstar.com. Дата обращения: 9 апреля 2023. Архивировано 10 июля 2015 года.
8. ↑  Bristol Rovers 2-3 Doncaster AET. 1 апреля 2007. Архивировано 24 января 2021. Дата обращения: 9 апреля 2023.
9. ↑  Finalists' fundraisers a huge success (брит. англ.). www.efl.com. Дата обращения: 9 апреля 2023. Архивировано 12 апреля 2021 года.
10. ↑  Coventry 0-3 Crewe. BBC Sport. Архивировано 9 апреля 2023. Дата обращения: 9 апреля 2023.
11. ↑  Burton Albion vs. Middlesbrough U21 - Football Match Summary - November 7, 2018 - ESPN (англ.). ESPN.com. Дата обращения: 9 апреля 2023. Архивировано 9 апреля 2023 года.
12. ↑  Chris Weatherspoon published. Why Portsmouth vs Sunderland is the worst possible EFL Trophy final (англ.). fourfourtwo.com (29 марта 2019). Дата обращения: 9 апреля 2023. Архивировано 1 апреля 2019 года.